# ده فرمان (قسمت هشتم)
ده فرمان (اپیزود هشتم) هشتمین قسمت از مجموعه ده قسمتی ده فرمان ساخته کریشتوف کیشلوفسکی است.
این مجموعه بین سال‌های ۱۹۸۸ تا ۱۹۸۹ میلادی ساخته شد، کریشتوف کیشلوفسکی به همراه کشیشتف پیسیویچ فیلمنامه این مجموعه را به نگارش درآوردند.

## خلاصه داستان
بر همسایهٔ خود شهادت دروغ مده
زوفیا نویسندهٔ کتابی‌ست که در کالج ورشو به تدریس می‌پردازد. زوفیا یک روز عادی با مترجم کتاب‌هایش در آمریکا (الزبیتا) روبرو می‌شود. نتیجهٔ این برخورد که در ابتدا ساده به نظر می‌رسد، بیان زوایای پنهان گذشتهٔ الزبیتا و زوفیاست. حقایقی که به ماجرای یهودیان و جریانات جنگ جهانی بازمی‌گردد و این دو را بیش از پیش به یکدیگر نزدیک می‌کند… هنر بیان این حقایق در سر کلاس درس و به بهانهٔ داستان‌پردازی دانشجویان بسیار زیبا بیان شده‌است. در میان این داستان‌پردازی‌ها، نقل قولی از زبان یکی از دانشجویان بیان می‌شود و داستان اپیزود دوم با زیرکی بازخوانی می‌شود و این موضوع هوشمندی نویسنده به گره زدن اپیزودها با یکدیگر را نشان می‌دهد.